# Koen Brack
Koen Brack (Deventer, 13 oktober 1981) is een Nederlands voormalig voetballer die als verdediger speelde.

## Loopbaan
Brack begon zijn profcarrière in 1999 in Deventer bij Go Ahead Eagles. Daarvoor speelde hij bij de amateurclub RODA. In 2004 stapte Brack over naar Cambuur Leeuwarden uit Leeuwarden.
Brack had de wens om ooit eens in de Italiaanse competitie uit te mogen komen en maakte daarom, na twee jaren SC Cambuur, de overstap naar het Oostenrijkse SK Austria Kärnten. Daar hoopte Brack zich bij een Italiaanse club in de kijker te spelen. Het avontuur mislukte echter en op 1 januari 2007 tekende Brack weer bij SC Cambuur Leeuwarden.
Na de play-off´s van 2008/09 besloot het bestuur van SC Cambuur om Brack voor het seizoen 2009/10 geen nieuwe aanbieding te doen. Ook een spontaan opgezette supportersactie kon hier niets aan veranderen. Brack besloot om een oude wens in vervulling te laten gaan en ging op zoek naar een club in Italië. De Italiaanse Serie D-club Atessa Val di Sangro bood Brack een eenjarig contract aan. Na het eerste seizoen werd zijn contract verlengd tot 30 juni 2012. In zijn tweede Italiaanse seizoen werd Brack aanvoerder van het team. Brack speelde hierna nog voor verschillende clubs uit de Eccellenza en Serie D. Met Polisportiva Arzachena won Brack in 2017 de poule in de Serie D waardoor de club naar de Serie C promoveerde.
| seizoen | club                  | wedstrijden | doelpunten | competitie          |
| ------- | --------------------- | ----------- | ---------- | ------------------- |
| 1999/00 | Go Ahead Eagles       | 1           | 0          | Eerste divisie      |
| 2000/01 | Go Ahead Eagles       | 6           | 0          | Eerste divisie      |
| 2001/02 | Go Ahead Eagles       | 27          | 0          | Eerste divisie      |
| 2002/03 | Go Ahead Eagles       | 33          | 3          | Eerste divisie      |
| 2003/04 | Go Ahead Eagles       | 25          | 4          | Eerste divisie      |
| 2004/05 | Cambuur Leeuwarden    | 34          | 5          | Eerste divisie      |
| 2005/06 | Cambuur Leeuwarden    | 33          | 9          | Eerste divisie      |
| 2006/07 | SK Austria Kärnten    | 19          | 0          | T-Mobile Bundesliga |
| 2006/07 | Cambuur Leeuwarden    | 15          | 1          | Eerste divisie      |
| 2007/08 | SC Cambuur-Leeuwarden | 26          | 2          | Eerste divisie      |
| 2008/09 | SC Cambuur-Leeuwarden | 17          | 2          | Eerste divisie      |
| 2009/10 | Atessa Val di Sangro  | 33          | 2          | Serie D             |
| 2010/11 | Atessa Val di Sangro  | 36          | 2          | Serie D             |
| 2011/12 | Fortis Trani          | 18          | 0          | Serie D             |
| 2012/13 | Sulmona Calcio        | 2           | 0          | Eccellenza Abruzzo  |
| Totaal  |                       | 345         | 37         |                     |

Laatst bijgewerkt: 12 september 2012